# Céline Moncel
Céline Moncel est une journaliste-présentatrice française. Elle travaille à BFM TV depuis 2013.

## Biographie

### Formation
Céline Moncel suit des études à l'IEP de Lyon, qu'elle intègre en 2003. Elle décroche en parallèle un DUMAC (Diplôme universitaire du monde arabe contemporain) qui la conduit à passer une année d'étude au Caire, en Égypte, où elle fait des reportages pour la chaîne RFI. Elle intègre en 2007 le CUEJ, l'école de journalisme de Strasbourg, dont elle sort diplômée en 2009 après la création du documentaire L'inconnu dans la maison.

### Carrière journalistique
En 2009, Céline Moncel intègre la chaîne d'information LCI. Après un passage à LCI Radio, elle rejoint la rédaction de LCI et devient présentatrice joker en 2011. En 2013, elle intègre les équipes de la chaîne d’information BFM TV. Aux côtés de Christophe Hondelatte, la journaliste se positionne sur le créneau des journaux du soir, le week-end et, en parallèle, sur celui de la matinale. De 2015 à 2018, elle présente Première édition (4 h 30 - 6 h) en duo avec Dominique Mari,,. Désirant faire autre chose, elle cède sa place à Virginie Sainsily pour la saison 2018-2019, sa dernière émission est celle du 13 juillet 2018. Elle reste sur la chaîne BFM TV où elle fait des reportages en tant qu'envoyée spéciale. Fin janvier 2019, elle prend les commandes du Non Stop (15 h - 17 h) du lundi au vendredi avec François Gapihan (avec Benjamin Dubois le vendredi), en remplacement de Lucie Nuttin qui quitte la chaîne. Elle est remplacée par Karine de Ménonville à la rentrée 2019 et elle officie pendant 6 mois et demi à la présentation des journaux dans Le Live BFM du lundi au vendredi, remplaçant ainsi Roselyne Dubois partie en congé maternité.